# 乳糜微粒
乳糜微粒（英語：Chylomicron，缩写CM）是血浆五种主要脂蛋白之一（其余为VLDL、IDL、LDL和HDL），也是其中体积最大和密度最小的一种。它在小肠上皮细胞的内质网和高尔基体上装配而成，主要成分为脂肪（95％），也含有少量的胆固醇和胆固醇酯（5％）。分泌后，乳糜微粒先进入淋巴系统，再通过胸导管进入血液。
新生的乳糜微粒含有Apo B-48（Apo = 脱辅基脂蛋白），但进入循环系统后CM可以从高密度脂蛋白获得其他载脂蛋白，例如Apo C-II和Apo E。Apo C-II 可以促使CM中的脂肪在毛细血管壁上脂蛋白脂肪酶的作用下水解，得到的产物游离脂肪酸和一酰甘油可被体细胞吸收，作为燃料使用。
随着脂肪的不断水解，CM中胆固醇（酯）的比例不断增高，CM的体积也不断减小，从而逐渐蜕变为残体（remnant）。经过受体介导的内吞作用（其中以Apo E作为配体），CM残体被肝细胞吸收，其中的胆固醇进入肝细胞。因此可见，乳糜微粒的作用，是将小肠吸收的脂肪运输至体细胞作为燃料，以及将食物中的胆固醇运输至肝细胞。